# Late Show with David Letterman

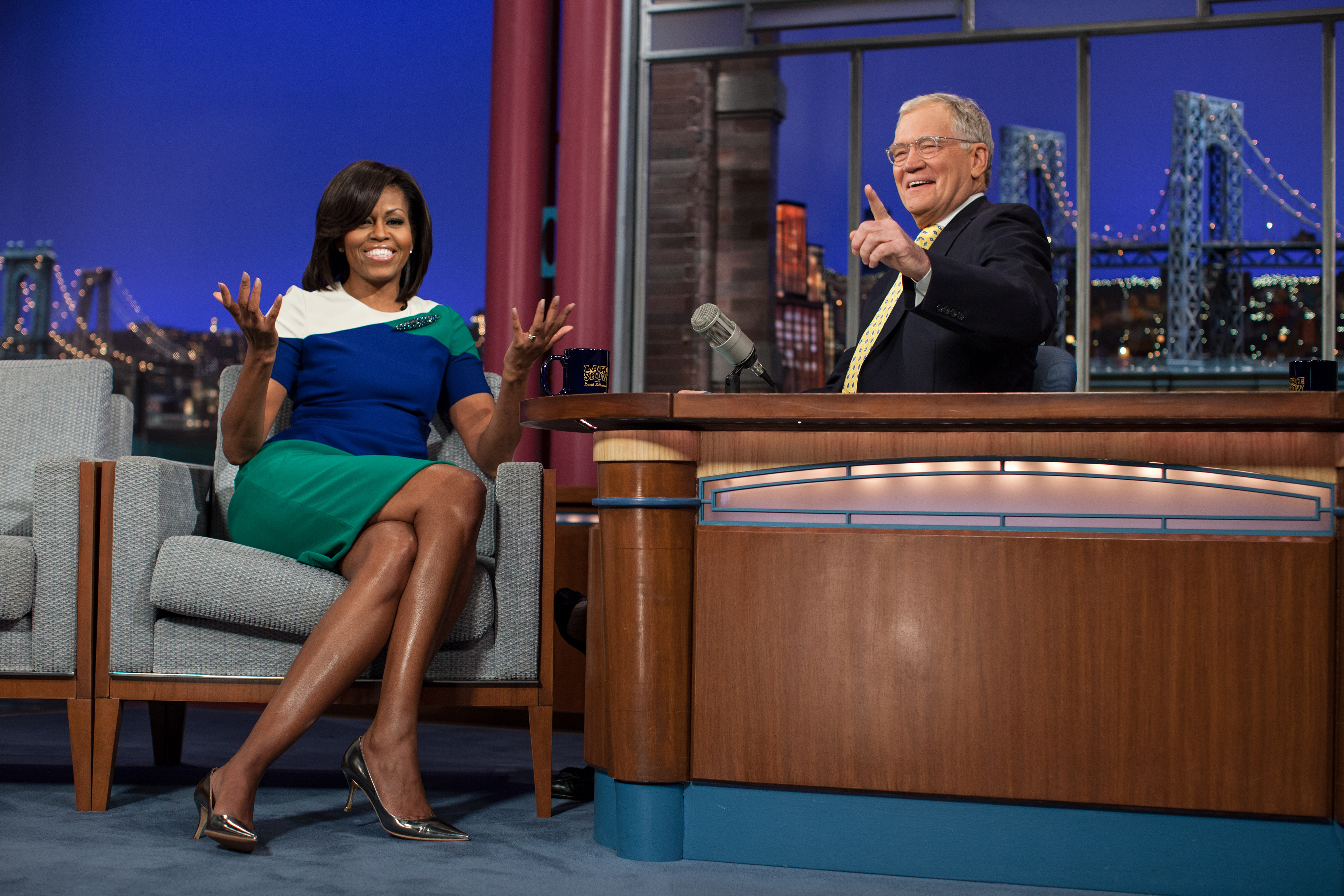
Michelle Obama als gast bij de Late Show with David Letterman

Late Show with David Letterman was een Amerikaans praatprogramma dat gepresenteerd werd door David Letterman en van 1993 tot 2015 uitgezonden werd door de Amerikaanse televisiezender CBS. In september 2015 werd het opgevolgd door The Late Show with Stephen Colbert.

## Geschiedenis
Late Show werd voor het eerst uitgezonden op 30 augustus 1993 en wordt geproduceerd door Lettermans productiemaatschappij Worldwide Pants Incorporated. Het programma wordt opgenomen in het Ed Sullivan Theater in New York en van maandag tot en met vrijdag 's avonds uitgezonden. Letterman presenteerde van 1982 tot 1993 ook het praatprogramma Late Night with David Letterman, bij NBC. Dit programma werd mede geproduceerd door Carson Productions, Worldwide Pants Incorporated en NBC Productions.

## Prijzen
- 1994, 1998-2002 - Primetime Emmy Award for Outstanding Variety Series

## Internationale uitzendingen
| Landen           | Tv-zender(s)                          | Wekelijkse programmering (plaatselijke tijd) |
| ---------------- | ------------------------------------- | -------------------------------------------- |
| Arabische wereld | MBC 4                                 | Dagelijks om 03.00 uur                       |
| Australië        | Network Ten                           | Dagelijks om 23.15 uur                       |
| Australië        | The Comedy Channel                    | Dagelijks om 24.00 uur                       |
| Bulgarije        | AXN                                   | Dagelijks om 24.00 uur                       |
| Mexico           | American Network                      | Dagelijks om 22.35 uur                       |
| Nieuw-Zeeland    | Prime Television                      | Dagelijks om 23.00 uur                       |
| Italië           | SKY Uno                               | Dagelijks om 23:00                           |
| Finland          | MTV3 MAX                              | Dagelijks om 23.35 uur                       |
| Polen            | AXN                                   | Dagelijks om 24.00 uur                       |
| Denemarken       | TV 2 Zulu                             | Dagelijks op verschillende tijden            |
| Zuid-Afrika      | Sony Entertainment Television op Dstv | Dagelijks om 22.05 uur                       |